# Medusa-de-riscas-púrpuras
A medusa-de-riscas-púrpuras (Chrysaora colorata, designada anteriormente por Pelagia colorata) é uma espécie de medusa que se encontra principalmente na costa da Califórnia, na Baía de Monterey. A campânula (corpo da medusa) chega a medir 70 cm de diâmetro, apresentando, em geral, um padrão radial de riscas. Os tentáculos variam com a idade do animal, consistindo tipicamente em oito braços marginais, longos e escuros e quatro braços orais centrais. Tem despertado o interesse científico devido ao facto de se conhecer muito pouco sobre os seus hábitos alimentares.
É frequente que haja uma associação de mutualismo com caranguejos jovens do género Cancer, que se tornam hospedeiros da medusa, onde comem os anfípodes parasitas que se alimentam do corpo da medusa.

## Dieta
A sua dieta consiste em zooplâncton, incluindo copépodes, larvas de peixe, ctenóforos, salpas, outras medusas e ovos de peixe.